# ترانه پرستار

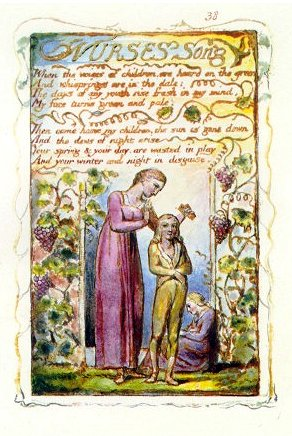
ترانهٔ پرستار

ترانهٔ پرستار (به انگلیسی: Nurse's Song) نام دو شعر مرتبط ویلیام بلیک است که در ترانه‌های بیگناهی (۱۷۸۹) و ترانه‌های تجربه (۱۷۹۴) منتشر شده است.
شعر ترانه‌های بیگناهی داستان پرستاری را می‌گوید که، ما باید فرض کنیم، به چند تا بچه که در مزرعه بازی می‌کنند، نگاه می‌کند. هنگامی که تلاش می‌کند آنها را به داخل خانه ببرد، آنها اعتراض می‌کنند و ادعا می‌کنند هنوز هوا روشن است و هنوز برای بازی وقت دارند. شعر با موضوع بیگناهی متناسب است، زیرا هیچ اشاره‌ای به جنبه‌های منفی بازی در خارج از خانه نمی‌کند. کودکان نسبت به خطرات بازی خارج از خانه تا دیروقت آنگونه که در یک جامعه مدرن در نظر گرفته می‌شود بی‌توجه هستند. زبان شعر از تصاویر مختلف مرتبط با بازی و تخیل کودکان استفاده می‌کند. پرستار طبعی شاد و مهربان دارد که اجازه می‌دهد بچه‌ها به بازی خود ادامه دهند، و به عواقب گستردهٔ این کار فکر نمی‌کند. سر جفری کینز به نقل از یک منتقد در تفسیرش نوشت که «کمتر کسی می‌توانست مثل بلیک چنین شعر موفقی در مورد شادیِ اجازهٔ بازی کردن طولانی‌تر تا غروب بگوید.»
شعرِ ترانه‌های تجربه پرستار را از جنبهٔ دیگری نشان می‌دهد: او تلخ است و از عواقب اقداماتش می‌ترسد.